# فرودگاه کنوان
فرودگاه کنوان (به انگلیسی: Canouan Airport) یک فرودگاه همگانی با کد یاتا CIW است که یک باند فرود آسفالت دارد. این فرودگاه در کشور سنت وینسنت و گرنادین‌ها قرار دارد.